# Roland De Munck
Roland De Munck (Lokeren, 6 april 1947) is een Belgisch pianist.

## Opleiding
De Munck werd geboren als zoon van violist Marcel De Munck en pianiste Germaine De Clercq. Hij studeerde tussen 1966 en 1968 aan het Koninklijk Conservatorium te Gent, waar hij een Eerste Prijs Notenleer behaalde. Aan het Koninklijk Muziekconservatorium te Antwerpen bekwam hij vervolgens de Eerste Prijzen Piano (1969), Kamermuziek en Muziekgeschiedenis (1970), Harmonie en Vormleer (1971) en het Hoger Diploma Piano (1972).
Zijn leraren waren onder andere Marcel Gazelle, Eugène Traey en Jef Maes.

## Radio
Als medewerker bij de VRT was hij vier jaar lang de centrale figuur in het programma "Gelezen op de affiche". Daarnaast maakte hij verschillende opnames bij de VRT, onder andere met het aan hem opgedragen pianoconcerto van Marc Verhaegen, voor het eerst gespeeld in Wenen in december 1981. Hij vertolkte pianoconcerti van Bach, Mozart, van Beethoven, Liszt, Prokofjev, Gershwin en Stravinsky met het voormalig BRTN orkest en het Koninklijk Filharmonisch Orkest van Vlaanderen onder de leiding van dirigenten als Fernand Terby en Walter Boeykens.

## Optredens
Regelmatig treedt De Munck op als solist en begeleider in binnen- en buitenland. Zo trad hij in 1984 op voor de Koninklijke Familie op een Galaconcert, met de Muziekkapel van de Zeemacht.  In 2007 vertolkte hij bijvoorbeeld Rachmaninovs Tweede Pianoconcerto met het Brussels Philharmonic Orchestra, voor een uitverkochte Koningin Elisabethzaal.
Naast zijn activiteiten als solist verzorgt hij ook concerten van kamermuziek en commentarieert daarbij de optredens.

## Ensembles
In de herfst van 1986 werd het "Ensemble Arabesque" door hem opgericht, in 1989 gevolgd door "Trio Arabesque". Deze ensembles bestrijken het ganse gamma van de kamermuziekliteratuur voor piano en strijkers.
Tevens was hij in 1993 (ter gelegenheid van 'Antwerpen Culturele Hoofdstad van Europa'), stichter en dirigent van "PianoMania", een team van 8 pianisten dat in de jaren 90 op 4 vleugels zijn originele composities en eigen arrangementen van bekende klassiekers vertolkte. Dit programma bracht hij onder andere in vele Vlaamse culturele centra, in "De Zevende Dag" (VRT), en in radio-uitzendingen (Oudejaar Radio 3). De andere leden van PianoMania waren Rita Degraeuwe, Kris Daelemans[dode link], Annelies Moens, Urbain Boodts, Anja Van Dyck, Michel Stas, Veerle Breugelmans en Hedwig Vanvaerenbergh.
De Munck zetelt momenteel in het bestuur van de Koninklijke Concertorganisatie Cofena.

## Onderwijs
Hij was pianoleraar aan de academies van Beveren, Sint Niklaas en Merksem vanaf 1969. Tussen 1972 en 2012 was hij verbonden als docent aan het Koninklijk Vlaams Conservatorium van Antwerpen en van 1980 tot 2012 aan het Lemmensinstituut te Leuven.
In 1980 was hij tevens directeur van de Gemeentelijke Academie voor Muziek en Woord in Hemiksem.
De Munck werd na 10 jaar voorzitterschap (1989 - 1999), benoemd tot erevoorzitter van EPTA (European Piano Teachers Association) België, afdeling Vlaanderen-Brussel.

## Privé
De Munck is getrouwd en heeft drie kinderen, waaronder filosofe Marlies De Munck.